# Самарський державний університет
Самарський державний університет (рос. Самарский государственный университет) — класичний заклад вищої освіти в російській Самарі, який існував з 1918 по 2015 роки.
Колишній член Асоціації класичних університетів Росії.

## Історія
10 серпня 1918 року Комітет членів Всеросійських установчих зборів видав наказ № 216 про відкриття Самарського державного університету з наданням права відкривати факультети та відділення.
У січні 1919 року відкритий природно-медичний факультет, з якого 30 грудня того ж року виділився фізико-математичний факультет, а 17 травня 1920 року — агрономічний факультет, того ж року перетворений в Самарський сільськогосподарський інститут.
У грудні 1919 року створено Робітничий факультет (робітфаку).
У 1927 році через фінансові труднощі університет був закритий.
14 грудня 1966 року ухвалено постанову Ради Міністрів СРСР «Про організацію Куйбишевського державного університету». Університет відновлено у 1969 році.
З 1969 по 1985 роки здійснювалося оновлення матеріальної бази. Розвиток наукових напрямів за підтримки Московського державного університету ім. М. В. Ломоносова, Санкт-Петербурзького (Ленінградського) державного університету, Саратовський державного університету та ін.
За підсумками національного рейтингу університетів 2009 року університет посів у загальному рейтингу 21 місце.
За результатами дослідження Статексперту університет включено до реєстру «Надійна репутація» і є лауреатом міжрегіонального конкурсу «Кращі ВНЗ ПФО 2014 року».
У 2014 році агентство «Експерт РА», включило ВНЗ в список кращих вищих навчальних закладів СНД, де йому було присвоєно рейтинговий клас «D».
11 листопада 2015 року ліквідований шляхом злиття зі Самарським державним аерокосмічним університетом.
6 квітня 2016 року наказом Міністерства освіти і науки Російської Федерації № 379 федеральний державний автономний освітній заклад вищої освіти «Самарський державний аерокосмічний університет імені академіка С. П. Корольова (національний дослідницький університет)» перейменовано на федеральний державний автономний освітній заклад вищої освіти «Самарський національний дослідницький університет імені академіка С. П. Корольова» (скорочена назва — «Самарський університет»). Перейменуванню підлягала і філія СДАУ в Тольятті. Також Міносвіти РФ затвердив зміни до статуту університету, пов'язані зі зміною назви вузу.

## Структура

### Базові факультети
- Механіко-математичний факультет
- Фізичний факультет
- Біологічний факультет
- Хімічний факультет
- Філологічний факультет
- Історичний факультет
- Соціологічний факультет
- Факультет економіки і управління
- Психологічний факультет
- Юридичний факультет

### Загальноуніверситетські кафедри
- Кафедра історії та філософії науки
- Кафедра філософії гуманітарних факультетів
- Кафедра іноземних мов
- Кафедра безпеки життєдіяльності та фізичного виховання
- Кафедра теорії і методики професійної освіти
- Міжвузівська кафедра етнології та міжнаціональних відносин

### Факультет довузівської підготовки
В рамках профорієнтаційних програм факультету в університеті функціонують дев'ять спеціалізованих шкіл для учнів старших класів середніх загальноосвітніх закладів:
- Школа юного філолога
- Недільна математична школа
- Школа молодого хіміка
- Школа юного історика
- Школа молодого соціолога
- Школа психологічних знань
- Школа молодого менеджера
- Школа основ міжнародних відносин
- Школа юного тележурналіста

### Філії та представництва
- Тольяттинська філія ФБДОУ ВПО «Самарський державний університет»
- Представництво в місті Сизрань
- Представництво в місті Похвистнево

### Адміністративно-господарське управління
- Спортивно-оздоровчий табір «Універсіада»
- Фізкультурно-оздоровчий комплекс «Дельфін»
- Ботанічний сад

### Центри
- Регіональний навчальний центр по «Комп'ютерним вимірювальним технологій»
- Центр інклюзивної освіти
- Китайський центр
- Центр німецької мови СамДУ — партнер Goethe-Institut
- Міжвузівський гуманітарний музейний центр
- Проектно-консалтинговий центр
- Центр професійного розвитку
- Міжвузівський науково-дослідний центр з теоретичного матеріалознавства.